# Charaxes caerulescens
Charaxes caerulescens är en fjärilsart som beskrevs av Van Someren 1969. Charaxes caerulescens ingår i släktet Charaxes och familjen praktfjärilar. Inga underarter finns listade i Catalogue of Life.